# 水手溪之役
水手溪之役（英語：Battle of Sailor's Creek）爆發於1865年4月6日，為美國內戰中阿波馬托克斯會戰的戰役之一。

## 背景
聯邦軍隊在將軍尤里西斯·格兰特之率領下攻克了彼得斯堡，從而結束了漫長的彼得斯堡圍城戰。李將軍麾下之北維吉尼亞軍團向南撤退，只為與北卡州的殘餘南軍會合。

## 戰役
4月6日，菲利普·薛理丹（Philip Sheridan）率其騎兵團與第二及第六兵團於水手溪附近攔截南軍。溪邊，南軍派出兩個師相迎，首先發動攻擊，卻遭北軍火砲擊退。薛理丹之騎兵團切斷南軍之右翼，逼使部分南軍投降，包括理查·尤爾及南將軍之子Custis Lee。